# Лурье, Анатолий Ионович
Анато́лий Ио́нович Лурье́ (род. 15 июня 1938, Харьков) — советский учёный в области геологии нефти и газа, гидрогеологии, профессор, доктор геолого-минералогических наук, автор ряда научно-популярных книг и статей, заведующий кафедрой гидрогеологии Харьковского национального университета имени В. Н. Каразина, почётный работник газовой отрасли Украины.

## Биография
Родился 15 июня 1938 года в городе Харькове. В 1962 году окончил геолого-географический факультет Харьковского государственного университета имени Горького.
Трудовую деятельность начал инженером-гидрогеологом в институте Южгипроруда. С 1963 года работает в УкрНИИгазе, где прошёл путь от инженера до заведующего отделом. Одновременно с 1966 г. по 1968 г. обучался в аспирантуре Института геологических наук Академии наук УССР, где в 1969 году защитил кандидатскую диссертацию.
В 1989 году защитил в Москве докторскую диссертацию «Геотермические аномалии и нефтегазоносность».
С 1990 года по совместительству преподаёт на кафедре гидрогеологии Харьковского национального университета им. В. Н. Каразина.
В 1999 году ему было присвоено звание профессора, а в 2012 году он был назначен заведующим кафедры гидрогеологии. Одновременно продолжает работать ведущим научным сотрудником в Укрниигазе.
На протяжении 1997—2000 гг. Лурье без отрыва от основной работы работал экспертом Международного Газового Союза.

## Научная деятельность
За период работы в УкрНИИгазе А. И. Лурье разработал теоретические основы взаимосвязи геотемпературного поля с формированием и размещением нефтяных и газовых месторождений. В 1989 году организовал Всесоюзную научно-техническую конференцию «Термогазодинамические процессы и системы их контроля при разведке, добыче и транспорте нефти и газа» — «Термогаз-89». В начале 90-х годов Лурье А. И. участвовал в подготовке «Технических соглашений» к контрактам по передаче газа из России на Украину. В 1999 году был назначен руководителем центра по контролю качества газа НАК «Нефтегаз Украины». Под его руководством создана отраслевая комплексная система контроля качества газа, разработаны многие аналитические и метрологические методики, создана серия отраслевых и национальных стандартов.
Анатолий Ионович — автор более двухсот опубликованных работ, в том числе трех монографий, пяти авторских свидетельств и патентов; автор серии научно-популярных изданий по истории газовой промышленности, по водным проблемам, краеведению.
Лурье А. И. — заместитель главного редактора сборника трудов института «Вопросы развития газовой промышленности Украины», член редколлегии «Вестник Харьковского Национального университета имени В. Н. Каразина. Геология, география, экология», заместитель председателя технического комитета Госстандарта Украины Т. К.-133 «Газ природный», член учёного совета УкрНИИгаза и геолого-географического факультета Харьковского Национального университета имени В. Н. Каразина.
С 2012 года — председатель специализированного учёного совета по защите кандидатских диссертаций по специальностям «Гидрогеология» и «Геология нефти и газа». Подготовил четырёх кандидатов наук.

### Основные труды
- Гидрогеологические условия формирования газовых месторождений Предкарпатья //Геология нефти и газа.// № 2. 1970.
- Геотермические критерии нефтегазоносности недр. ─ К.: Наукова думка, 1976.
- Роль геотермических аномалий месторождений углеводородов для оценки нефтегазоносности. ─ М.: ВНИИЭгазпром, 1989.
- Природный газ Украины. История и современность. ─ Харьков, 1999.
- Бесценный дар природы. Вода в жизни харьковчан. ─ Харьков, 2001.
- Проблемы геологии нефти и газа. ─ Харьков, 2010.
- Вологометрія природного газу. ─ Харьков: «Курсор», 2011.
- О принципах сосуществования гидродинамических и геотемпературных аномалий в нефтегазоносных провинциях. ─ Харьков: «Вісник харківського національного університету», № 956. 2011.[1][3]

## Семья
- Супруга — Адиля Измайловна Ширинская, инженер-электромеханик.
- Сын — Олег Анатольевич Лурье.
- Дочь